# Robert Hansen
Robert Christian Boes Hansen (15 de febrer de 1939 - 21 d'agost de 2014), conegut popularment com el Butcher Baker, va ser un assassí en sèrie nord-americà actiu a Anchorage, Alaska, entre 1972 i 1983. Hansen va segrestar, violar i assassinar almenys disset dones. Moltes de les dones segrestades van ser alliberades per Hansen al desert i caçades amb un fusell semiautomàtic Ruger Mini-14 i ganivets de caça. Hansen va ser capturat el 1983 i condemnat a 461 anys de presó sense possibilitat de llibertat condicional. Va morir el 2014 per causes naturals als 75 anys d'edat.

## Vida primerenca
Robert Hansen va néixer a Estherville, Iowa, el 15 de febrer de 1939, el més gran de dos fills d'una mare nord-americana, Edna Margret Hansen (de soltera Petersen; 27 d'octubre de 1916 - 24 d'abril de 2005) i pare danès, forner local Christian "Chris" Hansen (16 de setembre de 1907 - 12 d'agost de 1983). Robert treballava a la fleca del seu pare. La família es va traslladar a Richmond, Califòrnia, el 1942, però va tornar a Iowa el 1949 i es va establir a Pocahontas.
En la seva joventut, Hansen era dolorosament tímid, va tartamudejar i va patir un acne sever que el va deixar marcat permanentment. Durant la infància i l'adolescència, va ser descrit com un solitari tranquil que va tenir una relació difícil amb el seu pare dominant. Hansen va començar a practicar tant la caça com el tir amb arc, sovint trobant refugi en aquells passatemps. El 1957, es va allistar a la Reserva de l'exèrcit dels Estats Units i va servir durant un any abans de ser donat d'alta. Més tard va treballar com a instructor assistent en una acadèmia de policia de Pocahontas. Allà va començar una relació amb una dona més jove, amb qui es va casar a mitjans de 1960.

## Primers crims
El 7 de desembre de 1960, Hansen va ser arrestat per cremar un garatge d'autobús escolar del comtat de Pocahontas, com a venjança per la seva impopularitat a l'escola secundària. Va complir vint mesos d'una condemna de tres anys de presó a la Penitenciaria Estatal d'Anamosa. Durant el seu empresonament, se li va diagnosticar una depressió maníaca amb episodis esquizofrènics periòdics. El psiquiatre que va fer el diagnòstic va assenyalar que Hansen tenia una "personalitat infantil" i estava obsessionat amb venjar-se de la gent que creia que li havia fet mal. L'esposa de Hansen va sol·licitar el divorci mentre ell estava empresonat.
Durant els anys següents, Hansen va ser empresonat diverses vegades per petits robatoris. El 1967, es va traslladar a Anchorage, Alaska, amb la seva segona dona, amb qui s'havia casat el 1963 i amb qui va tenir dos fills. A Anchorage, era molt estimat pels seus veïns i va establir diversos rècords de caça locals.
El desembre de 1971, Hansen va ser arrestat dues vegades més: primer per segrestar i intentar violar una mestressa de casa no identificada i després per violar una treballadora sexual no identificada. En l'anterior delicte, va declarar que no va concórrer a l'agressió amb una arma mortal; l'acusació de violació que implicava la prostituta es va retirar com a part d'un acord de culpabilitat. Hansen va ser condemnat a cinc anys de presó; després de complir sis mesos de la seva condemna, va ser col·locat en un programa d'alliberament laboral i alliberat a una casa de provisional. L'any 1976, Hansen es va declarar culpable d'un robatori després de ser enxampat robant una motoserra d'una botiga d'Anchorage Fred Meyer. Va ser condemnat a cinc anys de presó i obligat a rebre tractament psiquiàtric pel seu trastorn bipolar. El Tribunal Suprem d'Alaska va reduir la seva condemna i va ser posat en llibertat amb el temps acomplert.

## Assassinats i captura
Es creu que Hansen va començar a matar al voltant de 1972. I que el seu modus operandi va acabar definint-se com primer perseguir una dona per aprendre els seus hàbits, i després capturar-la amb el seu cotxe i obligar-la a punta de pistola a anar a casa seva, on la violaria. Llavors la duria a una zona aïllada i recrearia una escena de "caçar-la" com si fos una presa salvatge abans de disparar-la o apunyalar-la. Algunes de les dones que Hansen va assassinar eren treballadores sexuals; molts eren adolescents. Les autoritats creuen que la primera víctima d'assassinat de Hansen va ser Celia van Zanten, de 18 anys. Van Zanten va ser segrestada el 22 de desembre de 1971 i va morir congelada al desert després d'escapar del seu segrestador; el seu cos va ser descobert el 25 de desembre. El segrest es va produir tres dies després que Hansen cometés la seva agressió a la treballadora sexual per la qual estava empresonat. Tot i que hi ha algunes similituds entre el modus operandi de Hansen i el segrest de Van Zanten, no hi ha proves concloents que el vinculessin amb l'atac i ell mateix va negar la seva implicació.
El 13 de juny de 1983, Hansen va oferir a Cindy Paulson, de 17 anys, 200 dòlars per fer sexe oral; quan va pujar al cotxe, va treure una pistola i la va portar a casa seva a Muldoon. Allà, la va mantenir captiva i va procedir a violar-la i torturar-la. Més tard, va dir a la policia que després que Hansen la va encadenar pel coll a un pal del seu soterrani, va fer una migdiada en un sofà proper. Quan es va despertar, la va posar al seu cotxe i la va portar a l'aeroport de Merrill Field, on li va dir que tenia la intenció de "portar-la a la seva cabana" (una barraca a la zona del riu Knik de la vall de Matanuska-Susitna només accessible amb vaixell o avió monomotor). Paulson, ajupida al seient del darrere del cotxe amb els canells emmanillats davant del seu cos, va veure una oportunitat d'escapar quan Hansen estava ocupat carregant la cabina del seu avió, un Piper PA-18 Super Cub. Mentre Hansen estava girant d'esquena, Paulson va sortir del seient del darrere, va obrir la porta del costat del conductor i va córrer cap a la propera Sixth Avenue.
Paulson va dir més tard a la policia que havia deixat les sabatilles esportives blaves al lloc del costat del passatger del seient posterior del sedan com a prova que havia estat al cotxe de Hansen. Hansen va entrar en pànic i la va perseguir, però Paulson va arribar a la Sisena Avinguda i va aconseguir fer parar un camió que passava. El conductor, Robert Yount, alarmat per l'aspecte desordenat de Paulson, es va aturar i la va agafar. La va conduir fins al motel Mush Inn, on va saltar del camió i va córrer cap a dins. Mentre ella va suplicar al conserge que telefonés al seu xicot al Big Timber Motel, el conserge Yount va posar-se a trucar a la policia per informar de l'incident.
Quan els agents del departament de policia d'Anchorage (APD) van arribar al Mush Inn, se'ls va dir que Paulson havia agafat un taxi fins al Big Timber Motel. Els agents de l'APD van arribar allà i van trobar Paulson a l'habitació 110, encara emmanillada i sola. Va ser traslladada a la seu de l'APD, on va descriure l'agressor. Hansen, quan va ser interrogat pels agents de l'APD, va negar l'acusació de Paulson, afirmant que ella estava intentant causar-li problemes perquè no pagaria les seves demandes d'extorsió. Aquesta excusa es va convertir en una que Hansen faria servir en altres ocasions, però tot i que va tenir diversos enfrontaments amb la llei anteriors, el comportament manso i la humil ocupació de Hansen com a forner, juntament amb una coartada del seu amic John Henning, van persuadir la policia de no considerar-lo un sospitós greu.
El detectiu Glenn Flothe de la patrulla de l'estat d'Alaska havia format part d'un equip que investigava el descobriment de diversos cossos a Anchorage, Seward i la zona de la vall de Matanuska-Susitna i els seus voltants. El primer dels cossos va ser trobat per treballadors de la construcció prop d'Eklutna Road. El cos, batejat pels investigadors com Eklutna Annie, mai ha estat identificat. Més tard aquell any, el cos de Joanna Messina va ser descobert en una gravera prop de Seward, i el 1982 es van descobrir les restes de Sherry Morrow, de 23 anys, en una tomba poc profunda prop del riu Knik. Flothe creia que les tres dones havien estat assassinades pel mateix autor.
Flothe va contactar amb l'agent especial de l'Oficina Federal d'Investigacions (FBI) John Douglas i va demanar ajuda amb un perfil de delinqüent basat en els tres cossos recuperats. Douglas va pensar que l'assassí seria un caçador experimentat amb baixa autoestima, que tindria antecedents de ser rebutjat per dones i se sentiria obligat a guardar "records" dels seus assassinats, com ara les joies d'una víctima. També va suggerir que l'agressor podria tartamudejar. Amb aquest perfil, Flothe va investigar possibles sospitosos fins que va arribar a Hansen, que s'adaptava al perfil i era propietari d'un avió.
Amb el suport del testimoni de Paulson i el perfil de Douglas, Flothe i l'APD van aconseguir una ordre per escorcollar l'avió, els vehicles i la casa de Hansen. El 27 d'octubre de 1983, els investigadors van descobrir joies pertanyents a algunes de les dones desaparegudes, així com una sèrie d'armes de foc en un racó de l'àtic de Hansen, que incloïa un rifle semiautomàtic Ruger Mini-14 de calibre .223. També es va trobar una carta aeronàutica amb trenta-set marques "x" petites, amagada darrere del capçal de Hansen. Moltes d'aquestes marques coincidirien amb els llocs on s'havien trobat cossos (altres es van descobrir més tard als llocs assenyalats al mapa d'assassinat de Hansen).
Quan es va enfrontar a les proves trobades a casa seva, Hansen ho va negar tant com va poder, però finalment va començar a culpar les dones i va intentar justificar les seves accions. Finalment, en confessar cada element de prova tal com se li va presentar, va admetre una sèrie d'atacs contra dones d'Alaska a partir del 1971. Les primeres víctimes de Hansen van ser noies o dones joves, normalment entre 16 i 19 anys i no treballadores sexuals, a diferència d'algunes de les víctimes que van portar al seu descobriment.

## Víctimes
Se sap que Hansen va violar i agredir més de trenta dones d'Alaska i n'havia assassinat almenys disset, amb edats compreses entre els 16 i els 41 anys, tot i que, segons les proves, les forces de l'ordre sospiten que Hansen va matar almenys vint-i-una víctimes femenines. La següent és una llista de les víctimes conegudes de Hansen i diverses altres dones addicionals que han estat esmentades com a possibles víctimes. D'aquestes divuit dones, Hansen només va ser acusada formalment dels assassinats de quatre: Sherry Morrow, Joanna Messina, Eklutna Annie i Paula Goulding. També va ser acusat del segrest i la violació de Cindy Paulson.
- Celia Beth van Zanten, de llavors 18 anys, era a casa amb tres dels seus germans grans el 22 de desembre de 1971. Tots ells compartien casa a Knik Avenue al sud d'Anchorage, prop de Northern Lights Boulevard, amb els seus cosins també. Els seus parents residien en una casa diferent a Anchorage. Cap al tard al vespre, Beth va sortir de casa i va caminar uns quants blocs prop de BI-LO supermarket. BI-LO va tancar cal a les 9 del vespre i ella en va sortir vora les 8:30. Cap a les 8:45 o 9 del vespre Beth va ser vista prop de BI-LO.[22] Més tard un veí digué que cap a les 9 del vespre havia vist a Beth a prop de Northern Lights Boulevard. Se sospita que ella mai va arriba realment a BI-LO. La seva desaparició va ser reportada dos dies després, i el seu cos va ser trobat el 25 de desembnre de 1971 a Chugach State Park, prop de Anchorage. El seu pit havia estat tallat amb un ganivet, i havia estat colpejada amb marques relacionades amb una agressió sexual. El seu cos havia estat llençat, encara viva, a un barranc profund abans de morir abandonada. Segons les proves forenses, va intentar tornar a pujar pel vessant, però no va poder fer-ho a causa de les fixacions. Hansen va ser acusat d'haver-la matat a causa d'una "x" al mapa del seu avió, però va negar la responsabilitat tant de la seva mort com d'homicidis d'altres dones en aquella època i que no estaven involucrades en treballs sexuals.[23]
- Megan Siobhan Emerick, de llavors 17 anys, al voltant del 7 de juliol de 1973, a Seward, Alaska. Fou vista per última vegada sortint de la zona de dormitoris mentre assistia a l'internat Seward Skill Center. Des d'aleshores no se la tornà a veure. Megan va deixar enrere tots els seus objectes personals, inclosa la seva identificació.[24] Abans de contactar amb la policia, la seva companya d'habitació la va buscar durant tres dies. Hansen va negar haver-la matat a les autoritats, però va admetre que estava a Seward el dia que Megan va desaparèixer. A causa d'una "x" al mapa del seu avió a la regió de Seward, es va creure que era el responsable. Pel que sembla, Hansen va admetre davant d'un antic reclus que va transportar a Megan a una cabana a la regió de Seward a la qual només es podia arribar amb vaixell, on la va matar i la va enterrar.[25]
- Mary Kathleen Thill, de llavors 22, va desaparèixer el 5 de juliol de 1975 a Seward, Alaska. El seu marit estava fora treballant al gasoducte Trans-Alaska i ella vivia a Lower Point Road. Va ser conduïda a la ciutat per un amic, que després la va deixar a una fleca local.[26] Entre les 13.30 i les 14.00 p.m., un conegut diferent la va veure al costat d'una cascada a Lowell Point Road. Des d'aleshores no se la va tornar a veure. Hansen va reconèixer estar a Seward el dia que Thill va desaparèixer, però va negar haver-la matat. Una "x" a la seva carta d'aviació als voltants de Resurrection Bay va augmentar les sospites sobre ell. Hansen va admetre haver-la matat i haver abandonat el seu cos a Resurrection Bay, segons un antic presoner.[27]
- Les restes d'Eklutna Annie es van descobrir enterrades al costat d'una línia elèctrica en una zona boscosa, a una milla al sud de South Eklutna Lake Road a Eklutna, a Anchorage, Alaska el 21 de juliol de 1980.[28] Hansen va admetre haver-la apunyalat a l'esquena després que ella va fer un esforç per fugir del seu cotxe. Ella era una ballarina en topless o una prostituta, segons Hansen, que també va afirmar que va ser la seva primera víctima d'assassinat.[29] Malgrat la seva afirmació que Eklutna Annie podria haver vingut de Kodiak, Alaska, els soldats pensaren que podria haver arribat a Alaska a través de Califòrnia. El seu cos ja havia estat consumit en gran part per la vida salvatge quan es va trobar en una tomba poc profunda a prop d'Eklutna Lake Road.[30]
- La ballarina local en topless Joanne Messina, de 24 anys, va sortir a sopar amb Hansen el 19 de maig de 1980, mentre treballava a Seward, Alaska. Segons Hansen, abans que Messina li oferís sexe a canvi d'efectiu, tot anava bé. Hansen es va negar a pagar i es va negar a alliberar-la, així que la va conduir a ella i al seu gos a un lloc llunyà al costat del riu Neu. La va colpejar amb un revòlver de calibre 22 abans de disparar-li dos cops i una vegada al gos. Va portar el cos de Messina a una gravera propera i va abocar grava sobre el seu cos. El gos i les pertinences de Messina van ser llençats al bosc, i l'arma va ser llençada al riu Neu. El 8 de juliol de 1980, el seu cos molt descompost va ser trobat després d'haver estat eviscerat per la fauna.
- El 28 de juny de 1980, Roxane Easland, llavors de 24 anys, va desaparèixer.[31] Havia estat residint al Budget Motel a Spenard Road a Anchorage, Alaska, amb el seu xicot durant les dues setmanes anteriors. Aquell dia, estava programada per conèixer un home sense nom al centre de la 4th Avenue. Des d'aleshores no se l'ha vist ni se n'ha sentit. Tot i que Hansen va admetre haver-la matat, el seu cos mai va ser descobert.[32]
- A la discoteca on treballava a Anchorage, Lisa Futrell va conèixer i posteriorment va ser segrestada per Hansen el 6 de setembre de 1980. Quan ella no va tornar a casa després del seu torn del 7 de setembre al club, les seves dues commpanyes més joves van denunciar la desaparició. El seu cos va ser descobert el 9 de maig de 1984, enterrat al costat d'una gravera al sud de l'antic pont de Knik Arm.
- Sherry Morrow, una ballarina de topless de 23 anys, va dir als seus amics que es trobava amb un fotògraf que li havia promès 300 dòlars per imatges de nu el 17 de novembre de 1981. Mai més la van tornar a veure. Uns caçadors van descobrir una tomba poc profunda a la vora del riu Knik, que limita amb Anchorage, el 12 de setembre de 1982. Morrow, que va ser denunciada com a desapareguda un any abans, va ser identificada a partir de les restes. Havia rebut tres ferides de bala a l'esquena i els cartutxos descoberts a prop del cos van revelar que s'havia utilitzat un rifle de caça .223 Ruger Mini-14 per llançar els trets. Una característica estranya va ser que, tot i que el cos es va trobar completament vestit, no hi havia forats de bala a la roba, cosa que suggereix que Sherry havia estat nua quan va disparar i havia estat vestida després de la mort abans de ser enterrada.
- A les 11:00 p.m. el 2 de desembre de 1981, Andrea Mona "Fish" Altiery, de 24 anys, va ser vista per última vegada pujant a un taxi per anar al centre comercial Boniface d'Anchorage, Alaska. Tenia la intenció de conèixer un home sense nom per a una sessió de fotos i per fer danses exòtiques. Des d'aleshores no se l'havia vist ni se n'ha sentit res d'ella. Quan les autoritats van escorcollar la casa de Hansen, es van descobrir diverses possessions d'Altiery, inclòs el seu collaret de peix. Hansen va afirmar que després de conèixer-la, la va amenaçar amb una pistola i la va segrestar, embenant-li els ulls i emmanillant-la. A prop del pont de Knik Arm, van agafar un cotxe fins a una carretera de servei de l'autopista Palmer. Allà la va deslligar i la va abusar sexualment. La va matar amb una pistola automàtica Browning .22 després que ella volgués prendre represàlies. Després va robar el collaret d'Altiery, va omplir una bossa de lona amb grava, la va lligar a la dona morta i la va llançar del pont cap al riu Knik. El seu cos mai va ser trobat.[33]
- Sue Luna, una ballarina exòtica de 23 anys, va acceptar voluntàriament una oferta de sessió de fotos de 300 dòlars amb un mecenes d'una discoteca. El 26 de maig de 1982, va conèixer a Hansen en un aparcament d'un restaurant a Anchorage, Alaska. L'endemà, Luna va ser denunciada com a desapareguda. Hansen l'havia segrestat i matat, després l'havia enterrat al riu Knik. Va ser descoberta el 24 d'abril de 1984. Segons Hansen, la va fer fugir al bosc mentre la "caçava" com un animal mentre la despullava. Luna va ser assassinada a trets.
- Les restes esquelètiques parcials de Robin Pelkey,[34] 19, es van trobar el 25 d'abril de 1984, a Palmer, Alaska, prop del llac Horseshoe. Es va determinar que havia estat apunyalada i disparada. Es desconeix si aquesta víctima estava involucrada en treballs sexuals. L'octubre de 2021, es va utilitzar la genealogia forense per determinar la seva identitat, ja que era coneguda amb el sobrenom de "Horseshoe Harriet" abans de ser identificada. A principis de la dècada de 1980, Pelkey va residir a Anchorage, Alaska, i va desaparèixer el 19 de juliol de 1983.[35]
- DeLynne "Sugar" Renee Frey, una antiga resident a Anchorage, Alaska, de 22 anys, va ser vista per última vegada el març de 1983, però no es va informar immediatament com a desapareguda. Va ser segrestada i assassinada per Hansen. Va ser enterrada com a "Jane Doe" en un cementiri d'Anchorage després que el seu cos fos descobert en un banc de sorra del riu Knik per un pilot que provava pneumàtics nous el 20 d'agost de 1985. No va ser fins al 1989 que va ser identificada quan un agent de l'estat d'Alaska va reconèixer les seves joies en una foto d'arxiu d'un estoig.
- Paula Goulding, de 30 anys,[36] era ballarina a Anchorage quan, el 25 d'abril de 1983, Hansen li va oferir diners abans de segrestar-la. La va portar al seu avió, la va encadenar i li va exigir que sortis de l'avió [Cal aclarament] sota l'amenaça de ser disparada. Un cop van arribar a un lloc remot, va lluitar amb ell i va intentar fugir, segons Hansen. Ella va fugir i ell li va disparar amb un rifle .223, matant-la. El 2 de setembre de 1983, va ser descoberta al riu Knik, enterrada en una tomba poc profunda. Havia estat ferida a l'esquena, però com que la seva roba no estava danyada, és possible que la van disparar mentre encara estava nua i després vestida abans de ser enterrada.
- Cindy Paulson, de 17 anys, va conèixer Hansen el 13 de juny de 1983 a Anchorage. Després d'acceptar pagar pel sexe, Hansen li va treure un .357 Magnum i la va segrestar. La van portar a casa seva, lligada i agredida sexualment abans que Hansen la portés al Merrill Field, on hi havia el seu avió. Hansen va deixar Paulson sol al seu cotxe mentre començava a carregar el seu avió, amenaçant-la de matar-la si ella fugia. Va fugir cap a la Cinquena Avinguda. Allà, va ser recollida per un conductor que passava, Robert Yount. Yount va portar Paulson a un lloc segur i poc després va trucar a la policia. Més o menys al mateix temps, un guàrdia de seguretat del camp Merrill va notar una activitat sospitosa i, tot i que no va fer cap contacte, va observar l'etiqueta de la llicència del cotxe de Hansen. La policia va localitzar i entrevistar a Paulson sobre l'atac.
- El 10 de juliol de 1981, el ballarí Malai Larsen, de 28 anys, va ser desaparegut a Anchorage, Alaska. El 24 d'abril de 1984, el seu cos va ser descobert en un aparcament proper al pont de Knik Arm.
- La ballarina Teresa Watson, de 22 anys, va ser vista per última vegada a Anchorage el 25 de març de 1983. Va informar al seu company d'habitació que coneixia un home que li donaria 300 dòlars a canvi d'una o dues hores de companyia. Al llac Scenic, Hansen la va segrestar i la va matar. Hansen no va poder enterrar-la perquè la terra de la regió encara estava congelada. La va abandonar on havia mort. Va ser descoberta el 26 d'abril de 1984.
- Angela Lynn Feddern, de 24 anys, va ser vista per última vegada a la Quarta Avinguda d'Anchorage en algun moment del febrer de 1983. No es va informar desapareguda fins al maig. El propietari d'una discoteca va informar que Feddern, una de les seves ballarines, havia desaparegut. Hansen l'havia segrestat i assassinat. El cos de Feddern es va trobar el 26 d'abril de 1984, en un petit llac prop del gran llac Figure Eight Lake.
- Tamera "Tami" Pederson, de 20 anys, era ballarina en una discoteca d'Anchorage. L'últim que la seva família va saber d'ella va ser durant una trucada telefònica el 7 d'agost de 1982, quan va afirmar que li havien ofert diners per posar per fotografies. Va ser segrestada i assassinada per Hansen. El seu cos no va ser trobat fins que Hansen va confessar i va assenyalar la seva ubicació en un mapa. El 29 d'abril de 1984, el cos va ser recuperat a 1,5 milles (2,4 km) del pont Old Knik Bridge.

## Empresonament i mort

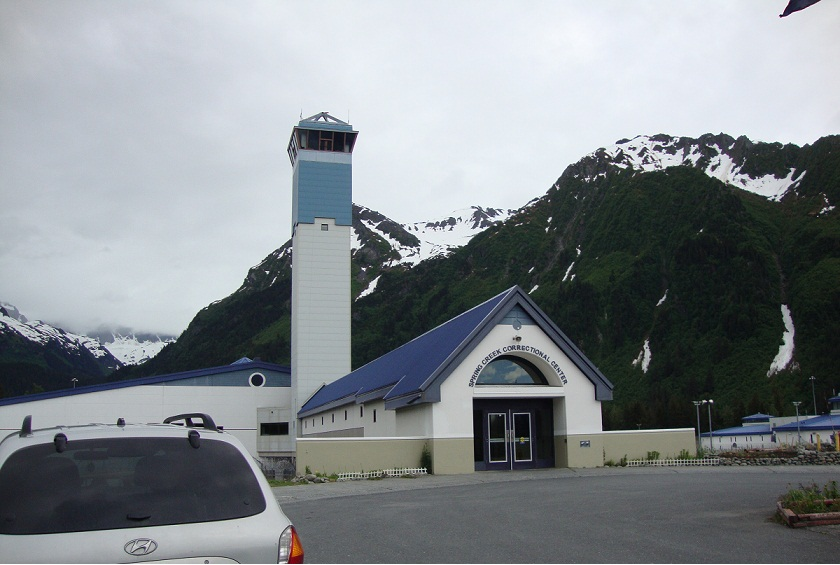
Spring Creek Correctional Center, on Hansen va estar empresonat durant molts anys

Un cop arrestat, Hansen va ser acusat d'⁣agressió, segrest, delictes múltiples amb armes, robatori i frau a les assegurances. L'últim càrrec es relacionava amb una reclamació presentada a la companyia d'assegurances pel presumpte robatori d'uns trofeus, ja que va utilitzar els diners de l'assegurança per comprar el seu avió. En el judici, va afirmar que després va retrobar els trofeus al pati del darrere, però es va oblidar d'informar a l'asseguradora.
Hansen va entrar en un acord de culpabilitat després que les proves balístiques van retornar coincidències entre les bales trobades a les escenes dels crims i el rifle de Hansen. Es va declarar culpable dels quatre assassinats dels quals la policia tenia proves (Morrow, Messina, Goulding i Eklutna Annie) i va proporcionar detalls sobre les seves altres víctimes a canvi de complir la seva condemna en una presó federal, sense publicitat a la premsa. Una altra condició de l'acord va ser la seva participació en el desxiframent de les marques del seu mapa d'aviació i la localització dels cossos de les seves víctimes. Hansen va confirmar la teoria policial de com van ser segrestades les dones, i va afegir que de vegades deixava anar una víctima potencial si ella el convencia que no el denunciaria a la policia. A més, va indicar que va començar a matar a principis dels anys setanta.
Hansen va mostrar als investigadors 17 llocs de tombes al centre sud d'Alaska i als voltants, 12 dels quals eren desconeguts pels investigadors. Hi va haver marques al seu mapa que es va negar a explicar, incloses tres a Resurrection Bay, prop de Seward. Les autoritats sospiten que dues d'aquestes marques són les tombes de Mary Thill i Megan Emrick, a qui Hansen ha negat haver matat. Les restes de 12 d'entre 21 i 37 víctimes probables van ser exhumades per la policia i retornades a les seves famílies.
Hansen va ser condemnat a 461 anys de presó sense possibilitat de llibertat condicional. Va ser empresonat per primera vegada a la Penitenciària dels Estats Units, Lewisburg a Lewisburg, Pennsilvània. El 1988, va ser retornat a Alaska i breument empresonat al Centre Correccional de Lemon Creek a Juneau. També va ser empresonat al Spring Creek Correctional Center de Seward fins al maig de 2014, quan va ser transportat al Complex Correccional d'Anchorage per motius de salut. Hansen va morir el 21 d'agost de 2014, als 75 anys, a l'Hospital Regional d'Alaska d'Anchorage per causes naturals relacionades amb condicions de salut persistents.

## En la cultura popular

### Pel·lícules
- Naked Fear (2007), sobre un assassí en sèrie que caça i segresta dones al desert remot de Nou Mèxic, es basa en Robert Hansen.
- A The Frozen Ground (2013), John Cusack va interpretar a Hansen al costat de Nicolas Cage com el sergent Jack Halcombe (un personatge basat en Glenn Flothe) i Vanessa Hudgens com a supervivent de la víctima Cindy Paulson.

#### Documentals
- L'episodi "Hunter's Game" (1999) de The FBI Files descriu la fúria assassina de Hansen.
- Crime Stories va incloure un episodi complet de 2007 del cas.[cal citació]
- L'episodi "Hunting Humans" d'Alaska: Ice Cold Killers (25 de gener de 2012) sobre Investigation Discovery[37] va cobrir el cas Hansen.
- Hidden City temporada 1, episodi 12 ("Anchorage: Robert Hansen's Most Dangerous Game, the Legend of Blackjack Sturges, Eskimo Hu"; data d'emissió el 21 de febrer de 2012) al Travel Channel va cobrir el cas Hansen.[38]
- Mark of a Killer temporada 2, episodi 6 "Hunted to Death" a Oxygen[39] va cobrir el cas Hansen.
- The Butcher Baker: Mind of a Monster es va emetre el 2 de setembre de 2020 a Investigation Discovery.
- Els episodis 3 i 4 de la temporada 3 de Very Scary People, "The Butcher Baker: Terror In The Wilderness part 1" i "The Butcher Baker: The Girls Who Got Away part 2", a Crime and Investigation es van emetre el 5 de juny de 2022.
- World's Most Evil Killers sèrie 7, episodi 2 de Sky Crime explica la història d'Hansen.

#### Sèrie de televisió
- "Mind Hunters" i "The Woods", dos episodis de 2005 de la sèrie de televisió de CBS Cold Case, es van inspirar en els crims de Hansen.
- A Criminal Minds, temporada 5, episodi 21 ("Exit Wounds"; data d'emissió el 12 de maig de 2010), Hansen es coneix pel seu nom.
- Els crims de Hansen van inspirar Law & Order: Special Victims Unit, temporada 13, episodi 15 ("Hunting Ground"; data d'emissió el 22 de febrer de 2012), que representa un assassí en sèrie que caça dones com una caça salvatge abans de matar-les.
- Kurt Caldwell, conegut com el Runaway Killer, interpretat per Clancy Brown a Dexter: New Blood es va basar lliurement en Hansen.[40]
- Dos episodis del 2014 de Silent Witness, sèries 17, 5 i 6, "In a Lonely Place" representen un assassí en sèrie que segresta violacions i després mata dones caçant-les en una zona forestal remota.

### Altres
- El cas es va cobrir en dues parts el 25 de setembre de 2021 i el 2 d'octubre de 2021[41] pel pòdcast Casefile True Crime
- El cas es va cobrir en dues parts el 6 de febrer de 2019 i el 13 de febrer de 2019[42] per Morbid: A True Crime Podcast
- El 2023, la banda d'electrònica industrial SKYND va llançar una cançó titulada i sobre, Robert Hansen[43]